# Ophiactis perplexa
Ophiactis perplexa is een slangster uit de familie Ophiactidae.
De wetenschappelijke naam van de soort werd in 1897 gepubliceerd door René Koehler.